# Riu Muloh
Mula o Muloh és un riu del Balutxistan (Pakistan) que neix a les muntanyes Harboi, i té un recorregut de 290 km. Creua Kotra a Kachhi i descendeix per les muntanyes centrals de la serra de Brahui. Al seu curs superior és conegut com a Soinda i posteriorment Mishkbel, esdevenint el Mula o Muloh a partir de Pashthakhan. Els seus principals afluents són el Malghawe, Anjira o Pissibel i Ledav. Rega tot el nord-est del Jhalawan i el sud-oest de Kacchi. El pas de Muloh, per accedir a Jhalawan, es troba en el seu curs.